# Conservadurismo negro en los Estados Unidos
El conservadurismo afroamericano es un movimiento político y social arraigado en las comunidades afroamericanas que se alinea en gran medida con el movimiento conservador estadounidense, incluida la derecha cristiana. El conservadurismo negro hace hincapié en el conservadurismo social, el tradicionalismo, el patriotismo, el capitalismo y el libre mercado. Lo que caracteriza a un "conservador negro" ha cambiado con el tiempo, y los defensores no comparten necesariamente la misma filosofía política. 
Los conservadores negros influyentes a principios del siglo XXI que han ocupado cargos públicos incluyen el senador Tim Scott, el juez de la Corte Suprema Clarence Thomas, la vicegobernadora de Virginia Winsome Sears, el vicegobernador de Carolina del Norte Mark Robinson y los secretarios del gabinete Ben Carson, Condoleezza Rice y Colin Powell. Thomas Sowell, Shelby Steele, Armstrong Williams, Larry Elder, Walter Williams y Jason L. Riley se encuentra entre los comentaristas políticos conservadores negros más influyentes.

## Raíces
Antes de la Guerra Civil (1860-1865) los esclavos africanos del sur de los Estados Unidos vivían en una sociedad cristiana que tenía una economía rural, y como resultado de ello muchos esclavos se convirtieron al cristianismo. El esclavo renegado Nat Turner, líder de una revuelta en el siglo XVIII, fue un devoto lector de la Biblia.
La cuestión de la esclavitud supuso una continua fuente de división dentro de EE. UU. en el siglo XVIII. Para impedir el desarrollo de un conflicto civil, en la década de los 50' los gobiernos siempre intentaron mantener un equilibrio numérico entre los estados que permitían la esclavitud, y los «estados libres». En 1854 el Congreso validó la Ley de Kansas-Nebraska, en que las poblaciones de dos estados nuevos votaron en referendos para decidir si serían estados partidarios de la esclavitud o estados libres. Como resultado de la ley hubo estallidos de violencia en Kansas entre partidarios de esclavitud y abolicionistas. Los disturbios perjudicaron al partido gobernante, los Demócratas, y fueron una de las causas directas de la fundación de los Republicanos. 
En 1856, el presidente Franklin Pierce, un hombre de escasa envergadura política, salió derrotado en su intento de volver a hacerse con la designación demócrata a la presidencia y los republicanos designaron al soldado John C. Frémont de California como su candidato para la presidencia contra James Buchanan, el demócrata de Pensilvania. A diferencia de Buchanan, Frémont y su partido declararon sin vacilar que su política iba a ser la abolición de la esclavitud en todos los territorios de EE. UU. Frémont no consiguió ser elegido para el cargo, pero la era de Buchanan fue una de división entre el norte y el sur. El presidente Buchanan fue visto entre los abolicionistas como un norteño con demasiadas simpatías por los estados esclavistas. En el Partido Demócrata hubo discusiones sobre el carácter de la nación. 

### Alzamiento de Douglass y los republicanos
Los abolicionistas hallaron un hogar acogedor en el Partido Republicano, y entre sus figuras dirigentes figuraron Frémont, Abraham Lincoln, y el esclavo liberado Frederick Douglass. Douglass fue una figura monumental de su tiempo cuando las diferencias ideológicas entre los partidos demócrata y republicano eran escasas. A diferencia de colegas abolicionistas blancos suyos como John Brown, William Lloyd Garrison y otros, Douglass defendió la Constitución de los Estados Unidos, reclamando que el documento afirmaba el derecho de todas las personas a vivir en libertad. Esta opinión es una razón de que muchos conservadores negro americanos vean a Douglass como su antepasado. En 1860, Lincoln ganó la elección como el candidato republicano. El Partido Demócrata, dividido entre los sureños del Vicepresidente John C. Breckinridge y los norteños de Stephen A. Douglas, fue derrotado por primera vez desde 1848. 
En los años de la Guerra Civil, los republicanos radicales eran los partidarios más feroces de la causa de la Unión. Habían tomado como respaldo las Sagradas Escrituras cristianas que afirmaban los principios de igualdad entre la humanidad. Después de 1865, con el Sur bajo la ocupación militar, los republicanos radicales llevaron la iniciativa en el proceso de Reconstrucción. A pesar de eso, los logros del proceso fueron aplastados por milicias privadas de blancos sureños que vieron a la Reconstrucción como una política de venganza cruel. En los años siguientes a 1873 los republicanos perdieron poder en las cámaras estatales del sur, y el control pasó nuevamente a manos de los demócratas.

### ¿Auténticos conservadores?
La asociación de Douglass y otros negroamericanos con el conservadurismo del siglo XVIII es un tema de discusión por varias razones:
- El conservadurismo aún no era un movimiento diferenciado dentro de los Estados Unidos, y en aquellos tiempos su significación tuvo otro cariz.
- Muchos negros de todo el espectro político han citado a Frederick Douglass, o a otros líderes negros de su época, como antepasados, convirtiéndolo en una figura de orgullo entre la comunidad negra en general, y no solamente entre los conservadores negros.
- Douglass veía tendencias racistas en algunos movimientos progresistas, como por ejemplo en el del sindicalismo obrero.[4] Pero su oposición no fue una respuesta a los principios del sindicalismo, sino a la conducta de ciertas organizaciones y personas dentro  del movimiento.

## Du Bois contra Washington: Dos escuelas de pensamiento
Booker T. Washington había nacido en 1856 en Virginia, hijo de una esclava y su dueño blanco, y en 1868 lo siguió William Edward Burghardt Du Bois, nacido en el seno de una familia mulata libre en Massachusetts. Ambos llegarían a ser los pilares de dos puntos de vista opuestos entre los pueblos afroamericanos en los años siguientes. Du Bois abogó en favor de la educación y el otorgamiento de poderes a los negros a través de un desafío al sistema de racismo y confrontación. La Asociación Nacional para el Progreso de las Personas de Color (NAACP), una organización fundada por él, es hasta la fecha de hoy un grupo dirigente en las discusiones sobre derechos civiles y humanos en EE. UU. 
Washington, un conocido personal de Du Bois, creó escuelas profesionales para esclavos libertados como él mismo, por ejemplo la Universidad Tuskegee en Alabama. A diferencia de Du Bois, Washington se opuso a las confrontaciones raciales, y animó a sus alumnos integrar a la sociedad norteamericana a través del trabajo diligente y la autosuperación. Washington hizo progresar su causa con actividades sociales como encuentros privados con ricos simpatizantes blancos, que luego donaron fondos a sus escuelas profesionales. Pero Du Bois luego repudió a Washington como un líder negro, oponiéndose particularmente a su discurso ante la Exposición de los Estados del Algodón en Atlanta, Georgia (1895).
El cisma Washington-Du Bois es reconocido en los círculos progresistas, al igual que en los conservadores, como un punto decisivo en la historia del activismo nacionalista negro opuesto a la integración de las razas. En una etapa posterior de su vida Du Bois fue asociado con movimientos comunistas, y desde entonces es vilipendiado entre los conservadores en general. Washington es reconocido por todos como un innovador de la educación profesional, pero sus opiniones a favor de una economía y un mercado libres son más aceptadas entre los conservadores que entre los progresistas/liberales estadounidenses. Conservadores negros de hoy, como el Reverendo Jesse Lee Peterson, honran a Booker T. Washington como un modelo de conducta para el afroamericano.

## 1930-1970: Del New Deal hasta la era de las manifestaciones
En 1932 el candidato demócrata Franklin D. Roosevelt ganó las elecciones presidenciales y se inició un periodo de gasto público sin precedentes en la historia estadounidense para combatir la Gran Depresión. Roosevelt hizo gestos dirigidos al otorgamiento de nuevos derechos a los afroamericanos, y además sus políticas salvaron del desempleo y la pobreza a muchos de ellos. Desde la administración de Roosevelt, el voto negroamericano fue cambiando con regularidad de haber apoyado a los republicanos a formar un bloque sólido en favor de los demócratas. Irónicamente, en aquellos años el Partido Demócrata sureño fue el opositor más poderoso al progreso de los derechos civiles para los afroamericanos. 
En aquellos tiempos las definiciones del conservadurismo y su contrario, el liberalismo progresista, se hicieron más marcadas. Conservadores apoyaron un gobierno que otorgó más libertad al mercado libre y pocos impuestos, pero también respaldaron las tradiciones religiosas en la sociedad y el texto de la Constitución Estadounidense. Liberales progresistas, que empezaron a adquirir influencia entre los demócratas, creyeron en el papel del gobierno a la hora de mejorar la vida del pueblo y adoptar unas interpretaciones más modernas del texto constitucional. Las diferencias entre los conservadores y los liberales negros permanecieron borrosas durante el periodo del movimiento pro derechos civiles en Estados Unidos, especialmente después de 1955. El movimiento incluyó a clérigos cristianos como el Dr. Martin Luther King, Jr. y Ralph Abernathy que trabajaron junto a figuras más radicales como el escritor homosexual James Baldwin y el comunista Harry Haywood. 
En general, las voces conservadoras dentro la comunidad negra no se hicieron oír demasiado en la lucha por los derechos civiles. En 1968, con el asesinato del Dr. King, los disturbios raciales y la guerra de Vietnam, fueron surgiendo otros movimientos izquierdistas que contribuyeron al desarrollo del nacionalismo negro. Nacionalistas negros apoyaron la consecución de derechos civiles por medios violentos en caso necesario. Los afroamericanos que recurrieron a métodos integradores para avanzar a menudo fueron denunciados por los nacionalistas negros como «Tíos Tom», el término despectivo con que se conocía a los esclavos más sumisos y obedientes.

## El rostro sale de la oscuridad
La administración de Presidente Ronald Reagan designó a algunos negros dentro de sus filas. Alan Keyes obtuvo un cargo en el Departamento de Estado y Clarence Thomas llegó a presidir la Comisión de Oportunidad y Empleo Igual (EEOC) en 1981. Ambos habían tenido una experiencia personal muy conservadora y también católicas. 
Otros activistas negros hicieron más gestos en favor del conservadurismo fuera de la escena gubernamental. James Meredith, el manifestante que luchó para la integración de negros en la Universidad de Misisipi, se distanció de los liberales blancos tachándolos de ser los "mayores enemigos" de los negros. El ayudante del Dr. King, el Reverendo Ralph Abernathy, una figura más liberal que Meredith, Keyes y Thomas, abogó en favor de Reagan durante la elección de 1980. Las divisiones en la comunidad negra eran otra razón de que Abernathy rompiera con sus colegas liberales, ya que había tenido una pésima relación con el Reverendo Jesse Jackson, uno de los dirigentes de los demócratas.

### Designación del juez Clarence Thomas
En 1991 Clarence Thomas había sido designado como el segundo afroamericano en la Corte Suprema de los Estados Unidos, y sus sesiones de confirmación suscitaron un agrio debate en el Senado. El NAACP, la Organización Nacional de Mujeres y otras organizaciones denunciaron la elección de Thomas.

## Hacia elsigloXXI
El periodo de la designación del Juez Thomas fue muy volátil debido a los serios incidentes raciales producidos en EE. UU. Los disturbios de Los Ángeles (1992) y, en 1995, el juicio de O. J. Simpson ocasionaron una evidente polarización racial en California. Pero al mismo tiempo los negros conservadores salieron a la luz pública. En 1991 el escritor Shelby Steele, Jr. publicó su primer libro, The Content of Our Character (El Contenido de Nuestro Carácter), una denuncia de la dependencia en el gobierno para afroamericanos. Otras voces, como Alan Keyes (que se presentó como candidato a la presidencia en 1996 y 2000) y el Reverendo Jesse Lee Peterson, reclutaron partidarios en todo el país, tanto blancos como afroamericanos. 
El sector conservador negro se encuentra dividido en varias tendencias:
- Clérigos y políticos religiosos: Tanto Jesse Lee Peterson (un pastor protestante) como Keyes (un católico) citan la fe cristiana como el factor determinante en sus opiniones políticas. Los conservadores religiosos se oponen a los  derechos para la comunidad gay, el aborto, la separación Iglesia-Estado, y las restricciones a la tenencia de armas.

- Neo-conservadores y figuras clave del gabinete: En la administración de George W. Bush, el Secretario de Estado Gral. Colin Powell, un exmilitar, el Secretario de Educación Rod Paige, y la Consejera de Seguridad Nacional Condoleezza Rice fueron designados al gabinete. Powell siguió un camino centrista en sus políticas, expresando sus preocupaciones sobre la guerra de Irak, pero Rice fue una firme partidaria de la doctrina Bush.

- Libertarios: En general son personas que creen en una economía de mercado libre y se oponen a los impuestos, las prestaciones sociales y demás principios del socialismo. Ejemplos de libertarios negros son el escritor Shelby Steele y el periodista Larry Elder. Algunos de ellos están vinculados al Partido Libertario de Estados Unidos.

- Conservadores LGBT: Existen dos agrupaciones de afroestadounidenses con una postura política y moral conservadora  vinculadas a los partidos Republicano y Libertario: Abe Lincoln Black Republican Caucus (ALBRC) y Gay Conservatives of Color (GCOC).